# Missiehuis Sint Paul
Het Missiehuis Sint-Paul is een voormalig klooster in het dorp Arcen in de Nederlandse gemeente Venlo.

## Geschiedenis
De Congregatie der Missionarissen van Mariannhill kochten in 1911 het landgoed Klein Vink om een eigen Europees steunpunt als opleidingsinstituut te kunnen vormen. Het landgoed bestreek een oppervlakte van 180 ha, en bestond uit een pachtershuis, een stal en een schuur, met de rest van het goed bestaande uit landerijen. Het pachtershuis werd meteen in dat jaar uitgebreid met een nieuwe kapel, en het pachtershuis werd officieel omgedoopt tot Missiehuis Sint-Paul.
In 1912 werd een nieuwe boerderij erbij gebouwd, en er werd een begin gemaakt met een nieuw en groter missiehuis. Van dit nieuwe missiehuis werd de eerste vleugel in 1913 in gebruik genomen, een jaar later gevolgd door de tweede vleugel.

### Tijdens de wereldoorlogen
Tijdens de Eerste Wereldoorlog werden verdere uitbreidingen stilgelegd. In 1941 werd het missiehuis door de Duitsers geconfisqueerd. De meeste broeders moesten samen met de paters en studenten uitwijken naar een kerkje in Lomm, een Lottumse school en het patronaat in Broekhuizen, terwijl een handvol broeders hun intrek namen in de bijgebouwen van het landgoed. Zes maanden later vestigden allen zich in het onbewoonde Kasteel Blitterswijck, van waaruit zij in 1945 via Duitsland en Groningen weer terugkeerden naar Arcen.

### Verhuizing en verkoop
In 1955 werd het noviciaat overgeheveld naar het Huis Bakvliet in Eijsden. De priesterstudenten verhuisden in 1959 naar Mook om een Rijkserkende gymnasiumopleiding te vinden. Van daaruit trokken zij in 1952 naar een nieuw missiehuis in Venray. In 1967 werden zij daar vergezeld van de juvenisten, en Sint-Paul kwam nagenoeg leeg te staan. In diezelfde tijd werd het plan opgevat om van het landgoed een recreatiepark te maken. In 1975 werd nog wel een compleet nieuw missiehuis gebouwd in paviljoenstijl, en 3 jaar later werd het oude missiehuis afgebroken.
In 2005 werd het recreatiepark – samen met het nabijgelegen, in 1986 geopende Thermaalbad Arcen – verkocht aan Roompot. Daarna werd het missiehuis in 2018 overgedragen aan de stichting Het Limburgs Landschap.

## Franz Pfannerhuis
In 2000 werd de voormalige kapel van het missiehuis gerenoveerd en ingericht als concert- en tentoonstellingsruimte. Met de renovatie werd de kapel vernoemd naar de grondlegger van de missionarissenorde mee, Franz Pfanner (Oostenrijk, 1835-1909). Het nieuwe cultuurpodium organiseerde vooral activiteiten op het gebied van cultuur en natuur, in mondiaal perspectief. Opdracht van de missionarissen aan het podium was om vooral sociaal-maatschappelijke activiteiten te ontwikkelen.
In 2023 sloot het podium de deuren definitief. In ieder geval voor concerten heeft de Stichting Franz Pfannerhuis een nieuw onderkomen gevonden in MFA De Schans.